# Вулиця Академіка Векслера (Житомир)
Вулиця Академіка Векслера — вулиця в Корольовському районі Житомира. Названа на честь уродженця Житомира, академіка АН СРСР, фізика-ядерника, лауреата міжнародної премії Миру Володимира Векслера.

## Розташування
Вулиця розташована в привокзальній частині міста, в історичному районі Путятинка. З'єднує вулиці Гоголівську та Бориса Тена. Перетинається з провулком Академіка Слуцького. 

## Історія
Провулок та його садибна забудова сформувалися у 1950-х роках на вільних від забудови землях лівого берега річки Путятинки. Виник та розвивався як вулиця з назвою Радянська, яка мала з'єднати тодішню вулицю Леніна (нині Київська вулиця) з вулицею Шевченка, але фактично сформувалася в одному кварталі між сучасними вулицями Гоголівською та Бориса Тена. 
До 1980-х років тодішня Радянська вулиця була довшою — прямувала ще 100 м на південний схід від вулиці Бориса Тена у напрямку вулиці Шевченка, де переходила у 3-й Радянський провулок. У 1980-х роках в ході будівництва нового мікрорайону, майже всю садибну забудову ділянки вулиці на південь вулиці Бориса Тена знесено та облаштовано прибудинкову територію багатоповерхових будинків №№ 92, 100 по вулиці Бориса Тена.
У 1995 році Радянська вулиця отримала чинну назву.